# Чкалово (Весёловский район)
Чка́лово (укр. Чкалове) — село,
Чкаловский сельский совет,
Весёловский район,
Запорожская область,
Украина.
Код КОАТУУ — 2321286801. Население по переписи 2001 года составляло 1100 человек.
Является административным центром Чкаловского сельского совета, в который не входят другие населённые пункты.

## Географическое положение
Село Чкалово находится на расстоянии в 4 км от села Зелёный Гай и в 5-и км от села Менчикуры.

## История
- 1812 год — дата основания как село Долгий Под.
- 1830 год — переименовано в село Гавриловка.
- 1938 год — переименовано в село Чкалово.

## Экономика
- КСП им. Чкалова.
- Кооператив «Колос».
- Сенсор, ООО.
- Байда, ФХ.
- ООО, Ника.
- ООО, Лавис.

## Объекты социальной сферы
- НВК.
- Школа.
- Детский сад.
- Дом культуры.
- Музей истории.